# Супутники Венери

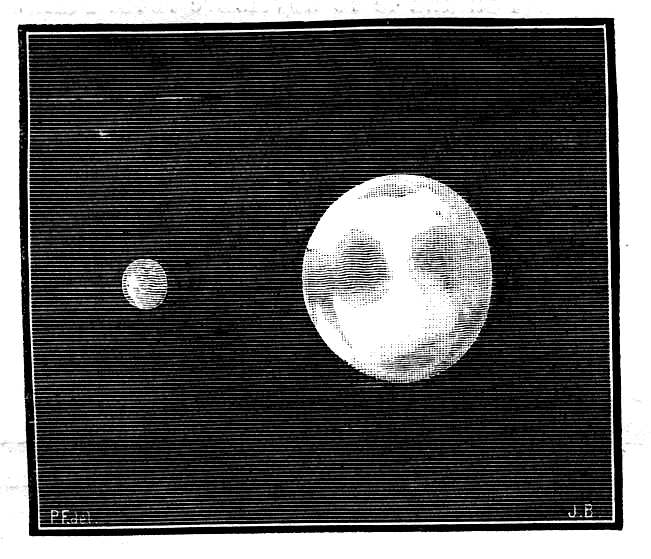
Так, на думку художника, виглядала б Венера, якби у неї був супутник.

Супутники Венери — гіпотетичні небесні тіла природного походження, що обертаються навколо Венери, про відкриття яких в XVII-XVIII століттях неодноразово повідомляли різні астрономи. В даний час відомо, що природні супутники у Венери відсутні.

## Історія
Перші заяви про те, що виявлені супутники Венери, відносяться до XVII століття. Всього за 120-річний період до 1770 року було зареєстровано понад 30 спостережень супутників як мінімум 12 астрономами. До 1770 пошуки супутників Венери були практично припинені, в основному через те, що не вдавалося повторити результати попередніх спостережень, а також в результаті того, що жодних ознак наявності супутника не було виявлено при спостереженні проходження Венери по диску Сонця в 1761 і 1769 році.
У Венери існує квазісупутник, астероїд 2002 VE68, що обертається навколо Сонця таким чином, що між ним і Венерою існує орбітальний резонанс, в результаті якого протягом багатьох періодів обертання він залишається поблизу планети.

## Доведення відсутності існування супутника

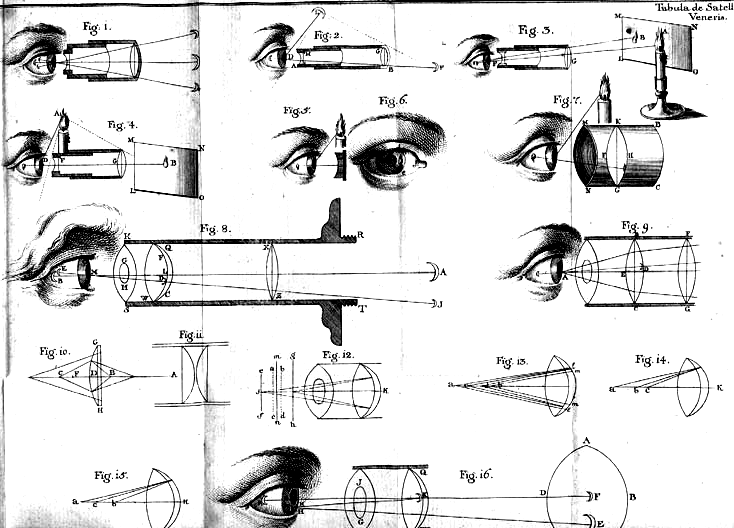
Креслення Хелля, що пояснюють утворення помилкових зображень Венери

Астроном Хелль встановив, що при певних умовах світло яскравої планети можуть відбиватися від рогівки ока, а потім від меніскової лінзи в окуляр телескопа, створюючи хибне зображення планети, яскравість якого буде залежати від співвідношення кривизни поверхонь, що відбивають; при цьому отримання такого помилкового зображення можливо лише в певних умовах, що включають точне взаємне розташування очі і окуляра і особливі, плавні рухи ока.

## Можливі пояснення спостережень

### Атмосферний феномен

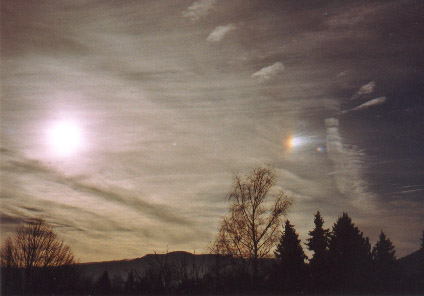
Паргелій

У 1885 році бельгійським астрономом і фізиком Жульєном Тіріоном (Julien Thirion) було запропоновано нове пояснення спостережень супутника Венери. Тіріон пов'язав їх з феноменом паргеліїв, або помилкових сонць, який, як відомо зараз, викликається дифракцією світла на кристалах льоду у верхніх шарах земної атмосфери. Тіріон приділив особливу увагу спостереженнями Фонтани, який бачив не один, а два об'єкти, що дуже характерно для описуваного класу явищ.

### Слабкі зірки

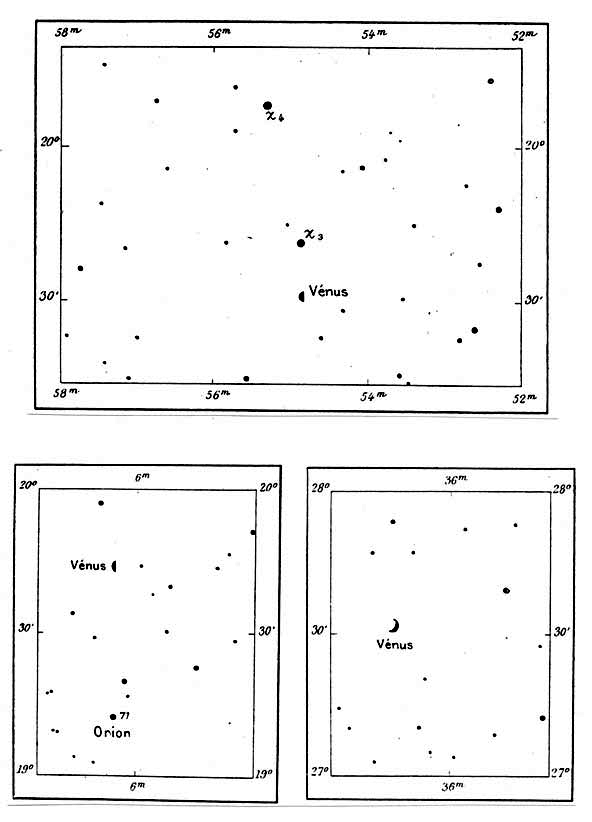
Карти Штробанта, на яких показано зоряне небо в околицях Венери в моменти спостережень супутника

Основним поясненням, запропонованим Штор Бантом, було припущення про те, що спостерігачі бачили над супутник, а слабкі зірки, що знаходилися в момент спостереження поблизу Венери. При цьому йому вдалося знайти ті зірки, які перебували в позиції, дуже близькою до зазначеної спостерігачами. Скориставшись Боннським оглядом, Штробант виявив, наприклад, що 7 серпня 1761 в тому місці, де за описом Рудкіара повинен був бути супутник, перебувала зірка 6-ї величини 71 Оріона, а в тому місці, де Супутник-3 січня 1768 року бачив Хорребоу - зірка θ Терезів.

## Квазісупутник Венери
В даний час у Венери є один квазісупутник, астероїд 2002 VE68, який перебуває з Венерою в орбітальному резонансі. Обчислення орбітального руху цього астероїда в минулому і майбутньому показало, що поточну орбіту він зайняв близько 7000 років тому, ймовірно, в результаті зближення із Землею, і що він буде залишатися на ній ще протягом 500 років, після чого займе положення в точці Лагранжа L5 в системі Сонце - Венера, ставши, таким чином, одним з «троянців» Сонячної системи. Цей астероїд також може наближатися на досить малу відстань до Землі, що, ймовірно, і стане причиною зміни його орбіти в майбутньому.